# Meiogyne pannosa
Meiogyne pannosa (Dalzell) J. Sinclair – gatunek rośliny z rodziny flaszowcowatych (Annonaceae Juss.). Występuje naturalnie w Indiach – w stanach Maharasztra, Karnataka, Tamilnadu oraz Kerala. 

## Morfologia

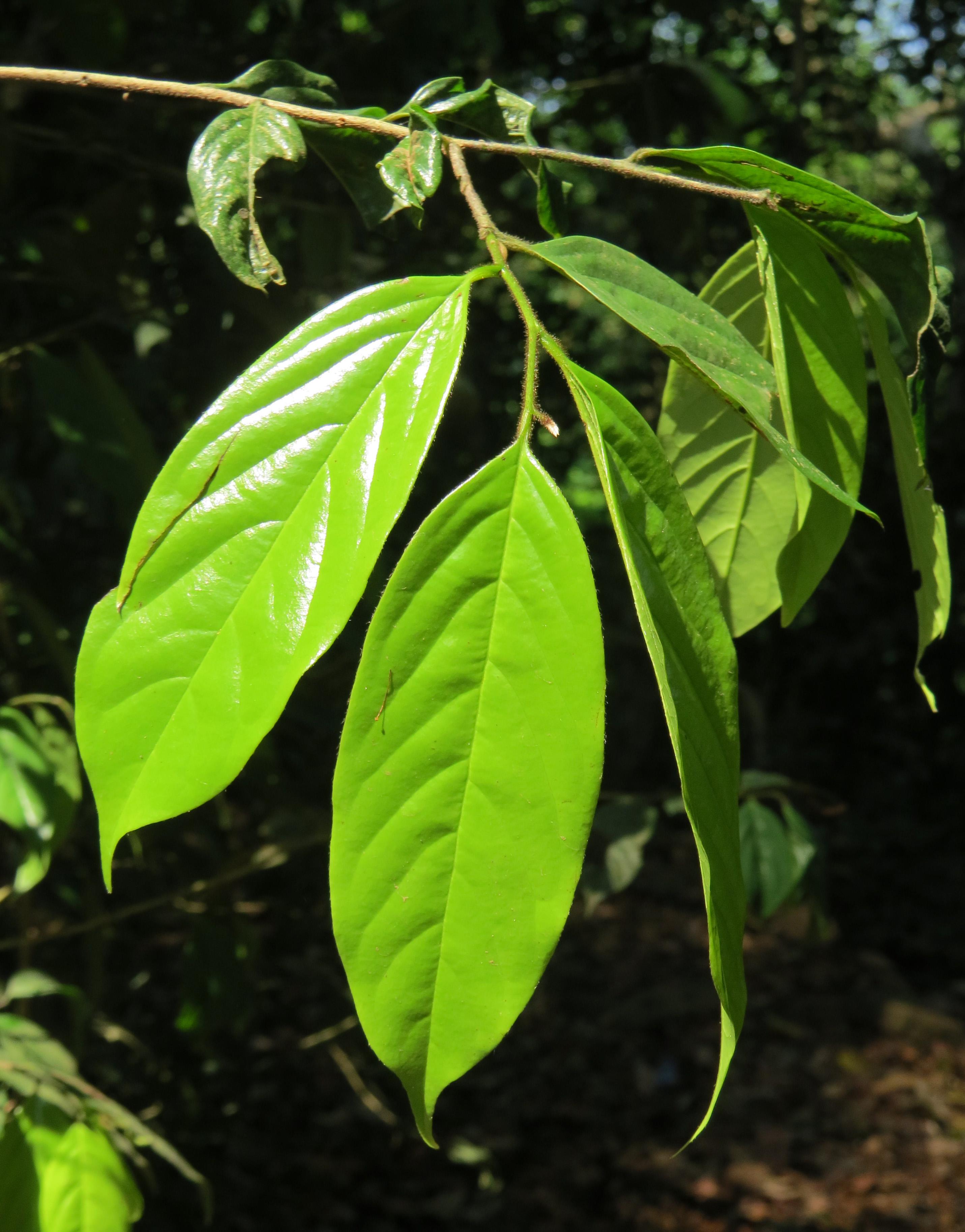
Liście

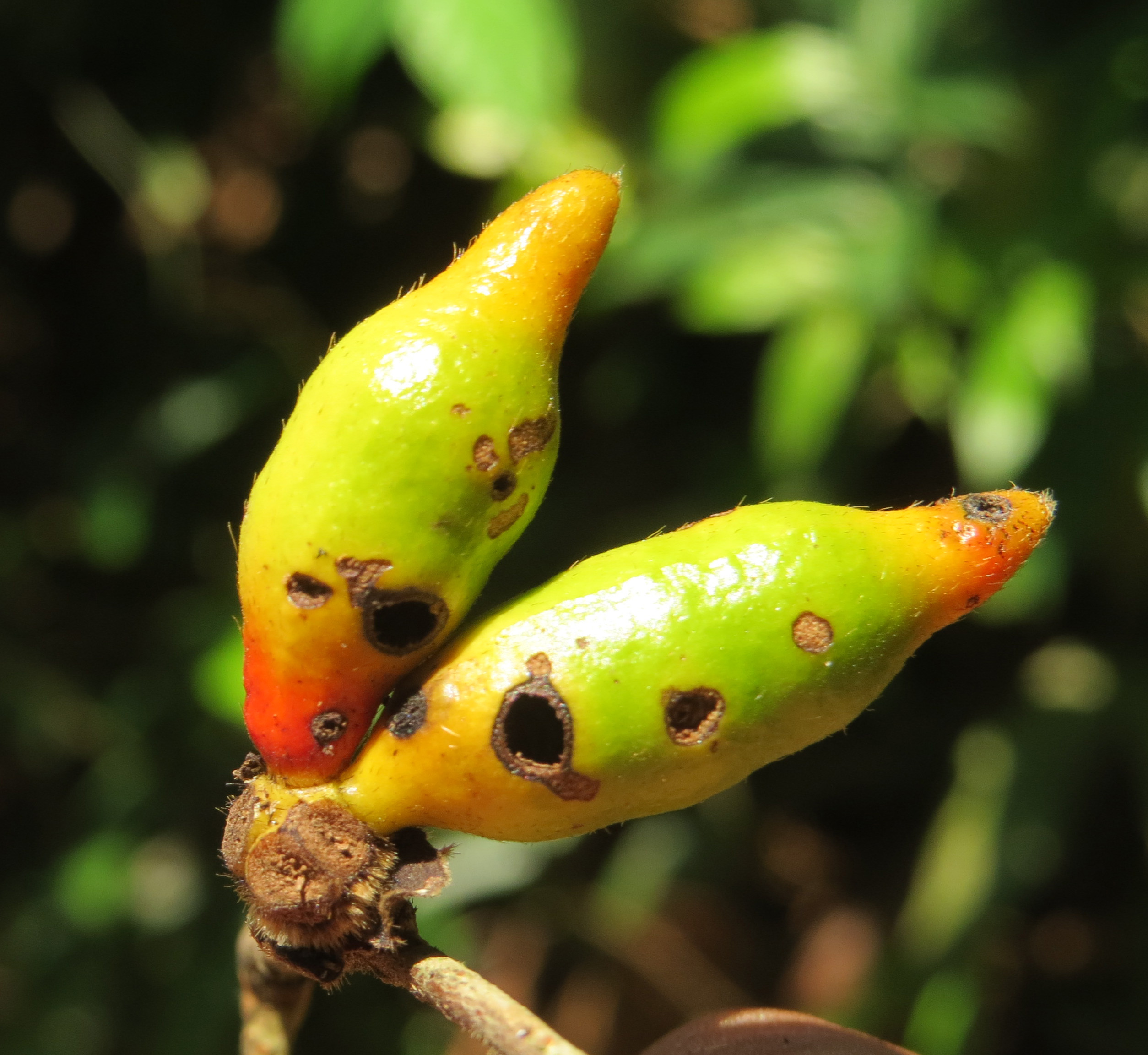
Owoce

PokrójZimozielony krzew dorastający do 5–9 m wysokości. Młode pędy są owłosione.
LiścieMają kształt od lancetowatego do owalnie lancetowatego. Mierzą 4–16 cm długości oraz 1,5–4 cm szerokości. Nasada liścia jest od ostrokątnej do zaokrąglonej. Blaszka liściowa jest całobrzega o spiczastym wierzchołku. Ogonek liściowy jest mniej lub bardziej owłosiony i dorasta do 5–9 mm długości.
KwiatySą pojedyncze, rozwijają się w kątach pędów lub na ich szczytach. Mają zielonożółtawą barwę. Działki kielicha mają owalny kształt, są zrośnięte u podstawy i dorastają do 4–5 mm długości. Płatki mają podłużnie lancetowaty kształt i osiągają do 25–50 mm długości.
OwocePojedyncze są prawie siedzące i mają podłużny kształt, zebrane po 10–12 w owoc zbiorowy. Są omszone. Osiągają 10–25 mm długości.

## Biologia i ekologia
Rośnie w wiecznie zielonych lasach. Kwitnie od stycznia do maja, natomiast owoce dojrzewają od października do grudnia.